# رئیس‌جمهور چچن
رئیس‌جمهورچچن یا رئیس چچن ( چچنی: Мехкада Нохчийн Республика; روسی: Глава Чеченской Республики) بالاترین مقام در نظام سیاسی جمهوری چچن به عنوان رئیس کشور و رئیس دولت چچن است. این مقام در سال ۲۰۰۳ در جریان جنگ دوم چچن تأسیس شد، زمانی که دولت فدرال روسیه کنترل منطقه را دوباره به دست گرفت و پس از همه پرسی قانون اساسی فعلی جمهوری چچن را تصویب کرد.

## رؤسای جمهور و سران جمهوری چچن
|   | رخساره | نام و نام خانوادگی      | از            | تا                   | مدت            | حزب  | حزب        | انتخابات  |
| - | ------ | ----------------------- | ------------- | -------------------- | -------------- | ---- | ---------- | --------- |
| ۱ |        | احمد قدیروف (۲۰۰۴–۱۹۵۱) | ۵ اکتبر ۲۰۰۳  | ۹ مه ۲۰۰۴ (بمب‌گذاری) | ۱۸۶ روز        |      | مستقل      | ۲۰۰۳      |
| — |        | سرگئی آبراموف (۱۹۷۲-) ' | ۹ مه ۲۰۰۴     | ۳۰ اوت ۲۰۰۴          | ۱۱۳ روز        | –    | مستقل      |           |
| ۲ |        | آلو آلخانوف (۱۹۵۷-)     | ۳۰ اوت ۲۰۰۴   | ۱۵ فوریه ۲۰۰۷        | ۲ سال، ۱۶۹ روز | ۲۰۰۴ | مستقل      |           |
| ۳ |        | رمضان قدیروف (۱۹۷۶-)    | ۱۵ فوریه ۲۰۰۷ |                      | ۱۸ سال، ۲۶ روز |      | روسیه واحد | ۲۰۱۶ ۲۰۲۱ |